# Saint-Ouen (Somma)
Saint-Ouen – miejscowość i gmina we Francji, w regionie Hauts-de-France, w departamencie Somma.
Według danych na rok 1990 gminę zamieszkiwało 2186 osób, a gęstość zaludnienia wynosiła 503 osoby/km² (wśród 2293 gmin Pikardii Saint-Ouen plasuje się na 121. miejscu pod względem liczby ludności, natomiast pod względem powierzchni na miejscu 936.).